# Byte (노래)
《Byte》는 2017년 4월 7일에 발매된 마틴 개릭스와 브룩스의 노래이다. 2017년 4월 7일 개릭스의 레코드 레이블 STMPD RCRDS와 소니를 통해 발매되었다.

## 곡 목록
| #  | 제목                   | 재생 시간 |
| -- | ---------------------- | --------- |
| 1. | 〈Byte〉 (with Brooks) | 4:45      |